# Zawidów (nádraží)
Zawidów je železniční stanice v Zawidówě v Dolnoslezském vojvodství v Polsku. 

## Historie
Stanice byla založena v 70. letech 19. století v rámci výstavby trati z Liberce do Zawidówa v letech 1873–1875. Byla uvedena do provozu v roce 1875. Kromě hlavní budovy zde byly i další staniční budovy a dvě lokomotivní depa. Později byl vedle stanice postaven velký průmyslový závod na výrobu cihel a tašek a také vilové sídlo. Již před druhou světovou válkou to byla pohraniční stanice.

### Tehdejší infrastruktura
Původně byly na stanici: budova stanice se stavědlem a skladištěm, 2 depa pro parní lokomotivy, 2 nástupiště, vodárenská věž s jeřábem, 2 stavědla, toalety, hospodářské budovy, boční a čelní rampa, nakládková plocha.

## Popis
Stanice tvoří shluk městských budov typických pro 19. století.